# Živko Mandić
Živko Mandić (Santovo, 1948.) je hrvatski znanstvenik iz Mađarske. U mađarskim izvorima njegovo ime glasi Mandics Zsivko
Osnovnu školu je pohađao u rodnom selu. Na srednje škole je pošao u Budimpeštu. Ondje je završio Hrvatskosrpsku gimnaziju.
Studirao je na Sveučilištu Eötvösa Loránda u Budimpešti. Diplomirao je na smjeru za profesora "hrvatsko-srpskoga", ruskoga i bugarskog jezika.
Njegovo znanstveničko zanimanje je bilo okrenuto onomastici i toponomastici. Još kao student je istraživao i sakupljao podatke u tom području.
Nakon studija je 10 godina predavao u Mohaču. Poslije toga se zaposlio u Nacionalnom zavodu za izdavanje udžbenika u svojstvu urednika hrvatskih, srpskih i slovenskih. Danas je urednikom hrvatskih izdanja. 
Lektor je hrvatskog jezika u glasilu Hrvata u Mađarskoj, Hrvatskom glasniku.
Pisao je i za tradicionalni godišnjak Hrvatske državne samouprave iz Budimpešte Hrvatski kalendar.
Bavi se i sakupljanjem hrvatskog narodnog blaga. 2009. je objavio zbirku bećaraca iz rodnog sela.

## Djela
- Latice ivančice, narodne pripovijetke šokačkih Hrvata u Mađarskoj, sakupio Živko Mandić, 1984.
- Povijesna antroponimija bunjevačkih Hrvata u Mađarskoj, 1987.
- Osobna imena bunjevačkih Hrvata u Mađarskoj,  2000.
- Obiteljski nadimci Hrvata Bošnjaka u Mađarskoj
- Mišo Jelić,  2000.
- Hrvatski književnici u Mađarskoj, 2000.
- Prilog povijesti budimskih i peštanskih Hrvata, Hrvati u Budimu i Pešti (zbornik radova), ur. Stjepan Lukač, Budimpešta 2001.,
- Antroponimija i toponimija bunjevačkih Hrvata u Mađarskoj, 2005. (uredio Ernest Barić)
- Hrvatska imena naseljenih mjesta u Mađarskoj, Folia onomastica Croatica, Vol. No. 15, 2006.
- Šokica sam i bit ću dovika: santovački bećarci, Croatica, Budimpešta, 2009.